# Кадуй (рабочий посёлок)
Ка́дуй — рабочий посёлок, административный центр Кадуйского муниципального района Вологодской области Российской Федерации.
Название происходит от вепсского Kadagoja, что означает "можжевеловый ручей" (kadag - можжевельник, oja - ручей). Изменение происходило по схеме Kadagoja > Kadaoja > Kadoja > Kadoi > Кадуй.
Население — 11 373 человек (2023).
Расположен в 178 км к западу от Вологды, в 56 км от Череповца, на реке Ворон, в 4 км от её впадения в реку Суда (бассейн Волги). Фактически получил развитие от железнодорожной станции на линии Волховстрой II — Череповец.
День посёлка празднуют ежегодно, в последнюю субботу лета.
Посёлок Кадуй является центром одноимённого городского поселения.

## Климат
Климат посёлка определяется его географическим положением, малым количеством солнечной радиации. Кадуй находится в атлантико-континентальной области умеренного климатического пояса. Характерной чертой является частая смена воздушных масс, обусловленная быстрым прохождением барических образований в течение года. Отчётливо выражена сезонная смена ветров преобладающих направлений. Большую часть года преобладают южные ветры, повторяемость которых за год составляет 23 %. Реже отмечаются восточные (7 %) и северо-западные ветры (7 %).
Зима долгая, но мягкая, длится пять месяцев. Весна и осень прохладные, лето прохладное, наиболее холодные месяцы — декабрь и январь, наиболее тёплый месяц — июль. Осадков выпадает больше летом и осенью, в виде дождя.
| Показатель                                                                                  | Янв. | Фев. | Март | Апр. | Май  | Июнь | Июль | Авг. | Сен. | Окт. | Нояб. | Дек. | Год |
| ------------------------------------------------------------------------------------------- | ---- | ---- | ---- | ---- | ---- | ---- | ---- | ---- | ---- | ---- | ----- | ---- | --- |
| Средняя температура, °C                                                                     | −10  | −9,7 | −3,9 | 3,6  | 10,3 | 15   | 17,2 | 14,4 | 9,4  | 3,4  | −4    | −8,1 | 3,2 |
| Источник: NASA. База данных RETScreen. www.retscreen.net. Дата обращения: 21 сентября 2020. |      |      |      |      |      |      |      |      |      |      |       |      |     |

## Власть
Глава городского поселения посёлок Кадуй — Грачёва Светлана Анатольевна (Председатель Совета поселения)
Совет поселения состоит из 16 депутатов.

## История
Издревле по берегам крупнейших рек Суды и Андоги среди лесов и болот расселялись охотники и рыболовы. В первом тысячелетии до н. э. это было финно-угорское племя — весь.
В XII—XII веках эти места приглянулись славянам. Хозяевами земель стали белозерские князья, помещики, монастыри. В 1517 году странник Филипп основал монастырь, который получил название Филиппо-Ирапская Красноборская Троицкая пустынь. Во времена Ивана Грозного на берегах реки Андога ставили «царские езы», а рыбу стерлядь и судака поставляли к царскому столу. К XVI—XVII векам стали складываться населённые пункты, а местность получила название Андогский стан. Первое упоминание в летописи о деревне Кадуй появилось в 1626 году. Название Кадуй, вероятней всего, происходит от финно-угорских слов: «кад» — можжевельник, «вуэй» — ручей, речка. Одним из вариантов перевода названия «Кадуй» является «можжевеловая речка». С петровских времён начинается активное развитие промыслов: получали железо из болотной руды, варили смолу, строили барки. Особенно славились своим умением артели андогских плотников. В период проведения земских реформ во второй половине XIX века появляются купцы и крупные лесопромышленники, основатели первых предприятий в окрестностях Кадуя.
В 1901 году началось строительство железной дороги Санкт-Петербург – Вологда. Первоначально предполагалось, что рядом с деревней Кадуй будет построена одноимëнная станция, но впоследствии проект был изменëн, трасса была перенесена на 7–8 километров южнее. Проектное название станции Кадуй при этом было сохранено.
В 1904 году был построен вокзал станции «Кадуй» Петербургско-Вологодской линии Николаевской железной дороги (именно с этим событием обычно и связывают образование посёлка Кадуй). Регулярное движение поездов через станцию осуществляется с 1 января 1906 г.
В 1918 году станция «Кадуй» становится центром волости, а в 1927 году — центром Кадуйского района, который 23 сентября 1937 года вошёл в состав Вологодской области.
В начале 30-х годов создаются промышленные предприятия: леспромхоз, Чаевская экстрактно-ягодная артель, лесопильный завод (ныне ООО «Кадуйский фанерный комбинат»).
После Великой Отечественной войны (7 июня 1947 года) Кадуй становится рабочим посёлком с населением 2,5 тыс. человек. Бурное развитие район получил в шестидесятые-семидесятые годы с началом строительства Череповецкой ГРЭС, которая стала крупнейшим предприятием района и области.
В 2006 году создано муниципальное образование — посёлок городского типа Кадуй.

## Экономика

### Промышленные предприятия

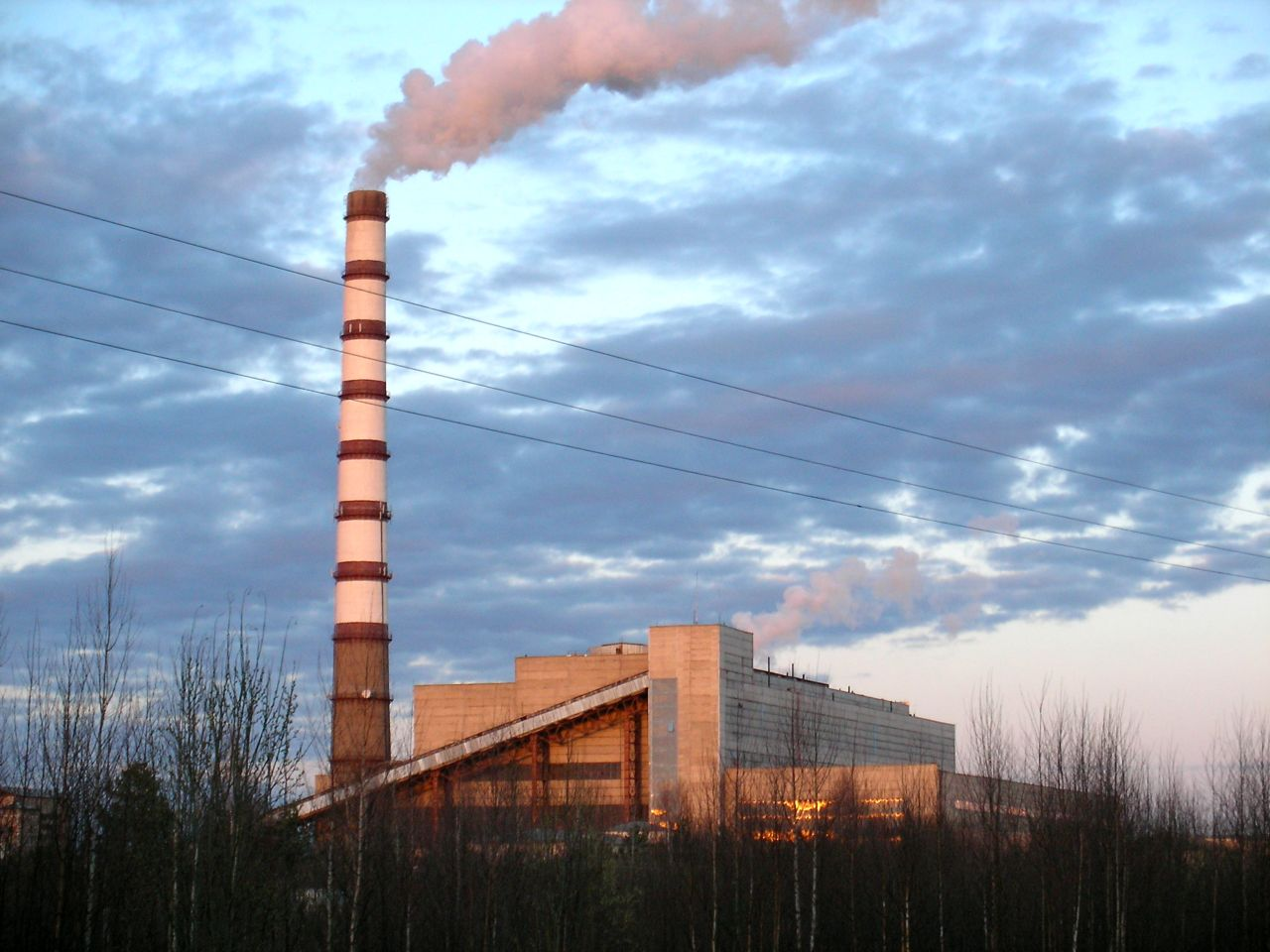
Череповецкая ГРЭС

Главное предприятие посёлка Череповецкая ГРЭС — электростанция мощностью 450 МВт (филиал ПАО ОГК-2). Именно благодаря станции Кадуй является центром большой энергетики Вологодской области. Филиал АО «Газпром газораспределение Вологда» ответственен за газоснабжение предприятий и населения района. Пищевая промышленность Кадуя представлена винодельческим заводом и рыботоварной фирмой «Диана» (производство чёрной икры, выращивание различных пород рыб и рыбопосадочного материала с использованием термальных вод Череповецкой ГРЭС, в том числе и для зарыбления естественных водоёмов Вологодской области).
В сфере глубокой переработки древесины в Кадуе работает ООО «Сивец» (производство различных видов пиломатериалов)
В посёлке имеется две АЗС, пять гостиниц, предприятия торговли и общественного питания.
В районе Кадуя осуществляют деятельность несколько сельскохозяйственных предприятий, среди них такие, как СПК колхоз «Андога», ООО «Нива» и отделение «Андроново» ООО «Русь».

### Торговля
Крупные торговые сети в посёлке:
- Домовой
- Магнит
- Дикси
- Пятёрочка
- DNS

## Население
| 1959    | 1970    | 1979    | 1989    | 2002    | 2009    | 2010    |
| ------- | ------- | ------- | ------- | ------- | ------- | ------- |
| 3347    | ↗5784   | ↗10 184 | ↗11 153 | ↗11 798 | ↘11 338 | ↘11 273 |
| 2011    | 2012    | 2013    | 2014    | 2015    | 2016    | 2017    |
| ↗11 290 | ↘11 261 | ↗11 313 | ↗11 349 | ↘11 247 | ↗11 252 | ↗11 280 |
| 2018    | 2019    | 2020    | 2021    | 2023    |         |         |
| ↘11 194 | ↘11 097 | ↘11 018 | ↗11 343 | ↗11 373 |         |         |

## Образование

### Общеобразовательные учреждения
Общее количество общеобразовательных школ — 2, из них:
- средние школы — 2;
- специальные (коррекционные) школы — подразделение в школе № 1;
- вечерняя (сменная) школа — подразделение в Кадуйской средней школе.

### Учреждения профессионального образования
- БПОУ ВО «Кадуйский энергетический колледж»

## Культура
Функционируют центр детского творчества, больница, поликлиника, дворец культуры, дом культуры.
Среди достопримечательностей — краеведческий музей им. А. Г. Юкова, Филиппо-Ирапская церковь.

## Спорт
На территории посёлка расположены два стадиона, лыжная трасса, две хоккейных площадки, общественный скейт-парк, функционируют детско-юношеская спортивная школа, физкультурно-оздоровительный комплекс, плавательный бассейн «Виктория».

## Транспорт

### Железнодорожный транспорт
Железнодорожная станция Кадуй Октябрьской железной дороги.

### Аэропорты
Ближайший аэропорт («Череповец») находится рядом с деревней Ботово Череповецкого района Вологодской области, в 56 км от Кадуя.

### Городские автобусы
В посёлке 86 улиц и переулков.
На сегодняшний день существует 4 городских маршрута.
| Автобусные маршруты в Кадуе | Автобусные маршруты в Кадуе   | Автобусные маршруты в Кадуе            | Автобусные маршруты в Кадуе |
| № марш.                     | Конечный остановочный пункт 1 | Конечный остановочный пункт 2          | Длина маршрута              |
| --------------------------- | ----------------------------- | -------------------------------------- | --------------------------- |
| 1                           | ГРЭС                          | Старая автостанция                     | 5 км                        |
| 2                           | Кафе (ул. Энтузиастов)        | Ст. автостанция (через ул. Строителей) | 4 км                        |
| 3                           | Кафе (ул. Энтузиастов)        | микрорайон ДОЗ                         | 6 км                        |
| 4                           | Кафе (ул. Энтузиастов)        | Дачи (р. Суда) (через ул. Молодёжную)  | 8 км                        |

### Междугородние
Кадуй имеет постоянное автобусное сообщение с Череповцом.

### Такси
На сегодняшний день в Кадуе действуют 3 службы, предоставляющих услуги такси.

## СМИ
- Телерадиокомпания «Кадуй» (Сетевое партнеры - 360°) (выходит в эфир по вторникам и четвергам с 20:00 до 20:30; повтор среда и пятница с 09:00 до 09:30)
- Газета «Наше время» (издаётся с 30 июля 1931 года)